# Josef von Ringelsheim
Josef von Ringelsheim (Salisburgo, 14 marzo 1820 – Graz, 2 giugno 1893) è stato un generale austriaco.

## Biografia
Josef von Ringelsheim nacque a Salisburgo nel 1820 e dal 1838 entrò a far parte dell'Accademia militare teresiana ng dell'Accademia militare teresiana dalla quale uscì l'anno successivo col grado di sottotenente, venendo destinato al 12º reggimento di fanteria.
Dopo una fruttuosa carriera militare in Ungheria, il 27 maggio 1846 venne ammesso allo staff generale ed il 13 giugno 1848 ottenne il grado di capitano nel suo reggimento. Durante la Prima guerra d'indipendenza italiana combatté nella Battaglia di Novara, nella Battaglia di Custoza e nell'assedio di Vicenza, servendo sotto il conte Laval Nugent von Westmeath, trasferendosi poi in Ungheria durante la rivoluzione nel 1º corpo di riserva, partecipando allo scontro di Salionze nel 1849. L'8 novembre 1849 ottenne il grado di maggiore ed il 12 aprile 1854 venne nominato tenente colonnello. Agli albori della campagna d'Italia del 1859, venne promosso capo dello staff della 5ª armata e si distinse nella Battaglia di Montebello (ove ottenne la croce al merito militare), nella Battaglia di Magenta e in quella di Solferino e San Martino dove ottenne per i brillanti meriti la croce di II classe dell'Ordine della Corona ferrea oltre alla croce di cavaliere dell'Ordine imperiale di Leopoldo. Nel 1865 ottenne il titolo di barone.
Nel 1866 prese parte alla Guerra austro-prussiana come generale di brigata del 1º corpo d'armata, dimostrando una freddezza davanti al pericolo ed un'abilità che gli meritarono l'ammirazione di molti superiori e subordinati. Il giorno della Battaglia di Königgrätz venne nominato comandante del 3º corpo d'armata e ricevette le decorazioni di guerra il 3 ottobre di quello stesso anno da apporre sulla sua onorificenza dell'Ordine imperiale di Leopoldo. Dopo la guerra, tornò a Vienna ed assunse il comando della 2ª divisione di stanza in città dal 1869, venendo promosso al rango di tenente generale dal 1869, assumendo poi anche il comando della 16ª divisione militare di stanza a Hermannstadt dal 1870. Il 9 aprile 1876 divenne titolare del 30º reggimento fanteria, ottenendo il 1º settembre di quello stesso anno, in riconoscimento dei valorosi servizi prestati, la I classe dell'Ordine della Corona ferrea. Il 19 ottobre 1878 venne nominato comandante generale a Brno, avanzando al rango di Feldzugmeister dal 1º novembre successivo. Nel 1883 ottenne la gran croce dell'Ordine imperiale di Leopoldo ed il 1º aprile di quello stesso anno decise di ritirarsi a vita privata per cause di salute, dopo quasi 50 anni di fedele servizio nelle armate imperiali.
Morì a Graz dieci anni più tardi, il 2 giugno 1893.